# U 221
U 221 war ein U-Boot vom Typ VII C der deutschen Kriegsmarine während des Zweiten Weltkrieges.

## Geschichte
Der Bauauftrag für das Boot wurde am 15. Oktober 1940 an die Germaniawerft in Kiel vergeben. Die Kiellegung erfolgte am 16. Juli 1941, der Stapellauf am 14. März 1942, die Indienststellung unter Oberleutnant zur See Hans-Hartwig Trojer am 9. Mai 1942.

## Einsatzstatistiken

### Erste Unternehmung
Am 1. September 1942 lief U 221 um 7.00 Uhr von Kiel aus und lief am 22. Oktober in St. Nazaire ein. Während dieser Feindfahrt lief U 221 am 2. September in Kristiansand ein. Dort wurde nochmals Proviant und Wasser ergänzt. Am 3. September lief das Boot aus. Es operierte im Nordatlantik und östlich von Neufundland. Am 3. und 4. Oktober wurde U 221 noch mit 60 m³ Brennstoff und Proviant für 14 Tage versorgt. Am 22. Oktober um 18.30 Uhr lief das Boot in St. Nazaire ein. Während dieser Feindfahrt wurden insgesamt fünf Schiffe mit 29.681 BRT versenkt. Die Feindfahrt dauerte 50 Tage. Dabei wurden 7.588,6 Seemeilen über und 422,7 sm unter Wasser zurückgelegt. U 221 wurde für die Zeit der Operation den U-Boot-Gruppen Pfeil, Blitz, Tiger und Wotan zugewiesen.

### Zweite Unternehmung
U 221 lief am 23. November 1942 um 16.25 Uhr von St. Nazaire aus und am 23. Dezember 1942 um 17.00 Uhr wieder dort ein. Das Operationsgebiet war der Nordatlantik und westlich von Irland. Die Feindfahrt musste vorzeitig abgebrochen werden, weil es, am 8. Dezember, während einer Geleitzugoperation am Geleitzug HX 217 eine Kollision mit U 254 gab. Daraufhin sank besagtes U-Boot und U 221 brach die Feindfahrt wegen Schäden an den vorderen Torpedorohren ab. Vorher rettete U 221 noch vier Besatzungsmitglieder von U 254. Am 19. Dezember versorgte das Boot noch U 758 mit Brennstoff. Insgesamt dauert die Feindfahrt 30 Tage und es wurden 3300 sm über und 430 sm unter Wasser zurückgelegt. Es wurde kein Schiff versenkt. Das Boot war der U-Boot-Gruppe Draufgänger zugeteilt.

### Dritte Unternehmung
Das Boot lief am 27. Februar 1943 um 16.00 Uhr von St. Nazaire aus und lief am 28. März um 12.00 Uhr wieder dort ein. Während dieser 28 Tage langen Operation wurden fünf Schiffe versenkt, davon zwei aus dem Geleitzug HX 229. Es wurde insgesamt eine Tonnage von 30.476 BRT versenkt und ein Schiff mit 7.197 BRT beschädigt. Das Boot legte eine Distanz von 3.749 sm über und 459 sm unter Wasser zurück. Während dieser Operation wurde, am 23. März, U 406 mit 15 m³ Brennstoff versorgt. Während dieser Operation, im Nordatlantik, war U 221 den U-Boot-Gruppen Neuland und Dränger zugeordnet.

### Vierte Unternehmung
Am 3. Mai lief U 221 um 11.00 Uhr von St. Nazaire aus und am 21. Juli wieder dort ein. Das Operationsgebiet war der Nordatlantik und westlich von Lissabon. Während dieser Operation war U 221 den U-Boot-Gruppen Drossel, Oder, Mosel, Trutz und Trutz 3 zugeordnet. Am 12. Mai wurde ein Schiff mit 9.432 BRT versenkt. Dies war der einzige Erfolg, der 51 Tage dauernden Feindfahrt. Insgesamt wurden 8.089 sm über und 1.008 sm unter Wasser zurückgelegt. Zwischenzeitlich wurde U 221 noch von U 119 und U 488 mit Proviant, Brennstoff und Ersatzteilen versorgt.

### Fünfte Unternehmung und Verbleib
U 221 lief am 20. September 1943 um 17.45 Uhr aus und war sieben Tage auf See. Das Operationsgebiet lag im Nordatlantik und südwestlich von Irland. Am 27. September wurde U 221 von einer viermotorigen Handley Page Halifax durch Wasserbomben versenkt. Alle 50 Besatzungsmitglieder kamen dabei ums Leben. Der Bomber wurde dabei von der Bordflak angeschossen und musste notwassern. Dabei kamen zwei der Besatzungsmitglieder um, während die restliche Besatzung sich in ein Schlauchboot retten konnte. Nach elf Tagen wurden sie gerettet.